# 민용태
민용태(閔鏞泰, 1943년 1월 1일 ~ )는 대한민국의 시인 겸 대학 교수이다. 본관은 여흥. 돈키호테 등 스페인어 문학 작품을 번역하고, 스페인어 창작 시집을 출간하는 등 대한민국에 스페인 문학을 널리 알리는 데 힘썼다. 스페인왕립 한림원 종신위원자 국제펜클럽 한국지부 이사장이다.

## 학력
- 화순초등학교
- 화순중학교
- 광주고등학교
- 한국외국어대학교 서반아문학 학사
- 마드리드 콤플루텐세 대학교 대학원 서반아문학 석사
- 마드리드 콤플루텐세 대학교 대학원 서반아문학 박사

## 경력 사항
- 1979년 ~ 1986년 한국외국어대학 교수
- 1987년 ~2008 고려대학교 국제어문학부 서어서문학과 교수
- 1995년 계간 문학아카데미 편집위원
- 2001년 한국서어서문학회 회장
- 2001년 국제펜클럽 한국본부 부회장
- 2005년 아시아서어서문학회 부회장
- 2009년 스페인 한림원 종신회원
- 2004년 ~ 현재 월간 문학바탕 상임고문

## 방송 출연
- 1994년 7월 26일 TV는 사랑을 싣고 두 번째 이야기 손님(광주고등학교 문예반 삼총사 친구 찾음)
- 1996년 - 2005년 KBS 2TV 도전! 지구탐험대 명예 탐험대장
- 1994년 체험 삶의 현장
- 1995년, 1997년 가족오락관
- 2005년 5월 10일 TV는 사랑을 싣고 이야기 손님(고등학생 시절 첫사랑 "정희" 찾음)

## 수상
- 한국외국어대학교 학장상
- 마차도문학상